# Dmitrij Borodin
Dmitrij Vladimirovič Borodin (in russo Дмитрий Владимирович Бородин?; traslitterazione anglosassone: Dmitri Borodin; Leningrado, 8 ottobre 1977) è un ex calciatore russo, di ruolo portiere.

## Palmarès

### Individuale
- Miglior portiere della Pervyj divizion: 1

2007